# The War on the Mosquito
The War on the Mosquito è un cortometraggio muto del 1912. Non si conosce il nome del regista del film, un documentario prodotto dalla Edison che fu girato nel New Jersey.

## Produzione
Il film fu prodotto dalla Edison Company.

## Distribuzione
Distribuito dalla General Film Company, il film - un cortometraggio in una bobina - uscì nelle sale cinematografiche degli Stati Uniti il 24 agosto 1912.